# Lâu đài Szczecinek

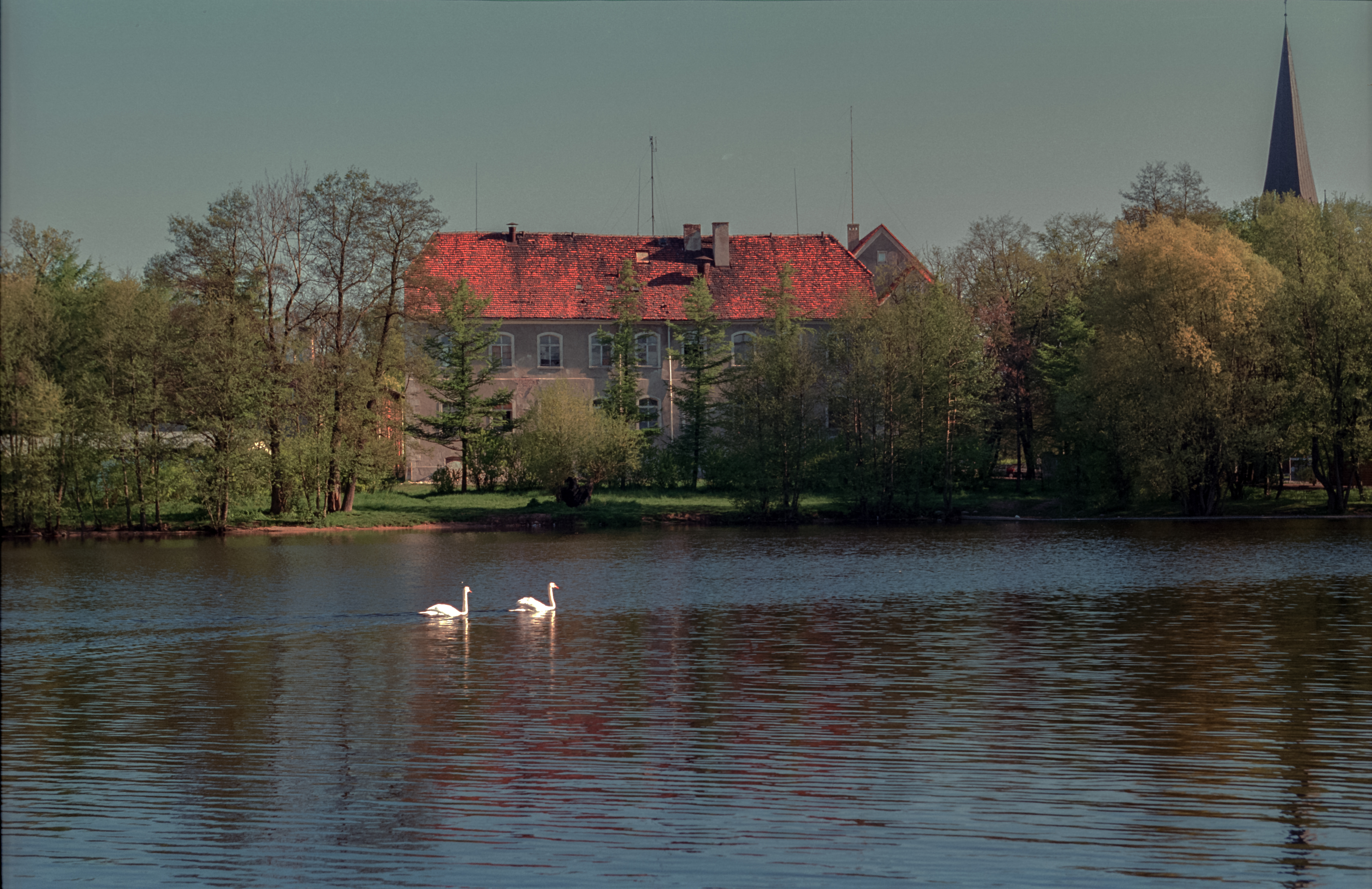
Lâu đài của Công tước Pomeranian

Lâu đài của Công tước Pomerania - một lâu đài thời trung cổ ở thị trấn Szczecinek, dành cho Công tước Pomerania. Cánh phía nam của lâu đài được xây dựng vào đầu thế kỷ XIV, tại vị trí của một khu định cư phòng thủ Slav trước đây. Do được xây dựng lại trong thế kỷ mười sáu, mười chín và hai mươi, lâu đài đã không giữ được các đặc điểm ban đầu của nó.
Trước đây, lâu đài nằm trên một hòn đảo trong hồ Trzesiecko, tuy nhiên sau khi nước hạ xuống (hai lần cải tạo đất đã được thực hiện tại thị trấn vào năm 1780 đến 1784 và 1866 đến 1868), lâu đài nằm trên một bán đảo. Theo bước chân của lâu đài là Công viên Thành phố được thành lập từ năm 1875 đến 1903. Sau chiến tranh thế giới thứ hai, lâu đài được quân đội sử dụng, sau này được sử dụng làm nơi giải trí. Năm 1996, lâu đài đã được bán, và hiện đang được sử dụng làm văn phòng, không có quyền truy cập vào sân trong.
Năm 2011, lâu đài đã trải qua một cuộc cải tạo, và lễ khai mạc là ngày 14 tháng 9 năm 2013. Lâu đài là trụ sở của Trung tâm Hội nghị Lâu đài (Centrum Konferencyjne ZAMEK), nơi có không gian dành cho 150 người, lâu đài cũng có một phòng trưng bày.